# برنار كوشنار
برنار كوشنار (بالفرنسية: Bernard Kouchner)‏ (1 نوفمبر 1939 - )، هو طبيب فرنسي من مؤسسين أطباء بلا حدود وأطباء العالم. شغل منصب وزير خارجية فرنسا في حكومة فرنسوا فيون. ولد في أفينيون.

## نبذة
ولد لأب يهودي وأم بروتسانتية. انتمى إلى الحزب الشيوعي الفرنسي في بداية الستينات ومن ثم انتقل إلى الحزب الاشتراكي ثم الحزب الرديكالي اليساري من بعده وثم عاد إلى الحزب الاشتراكي.
تحصل كوشنار على دكتوراه في الطب وإجازة في الدراسات الخاصة في المعدة والأمعاء كما تحصل على شهادة في المنظار الباطني الهضمي.

## الحياة السياسية
عمل كسكرتير دولة مكلف بالإدماج الاجتماعي في عام 1988 ثم سكرتير دولة مكلف بالأعمال الإنسانية من عام 1988 وحتى عام 1992. شغل منصب وزير الصحة والعمل الإنساني من عام 1992 وحتى عام 1993. من عام 1997 وحتى 1999 عمل سكرتير دولة مكلف بشؤون الصحة وعيّن وزيرًا منتدبًا لشؤون الصحة من عام 2001 وحتى عام 2002.
يشغل حاليا منصب وزير خارجية فرنسا.

## مهام إنسانية
قام برنار كوشنار بمهام إنسانية لإغاثة ضحايا معظم الكوارث الطبيعية والصناعية والسياسية منذ عام 1968. وأسس أطباء بلا حدود سنة 1971 التي ترأسها حتى حتى عام 1979. في سنة 1980 أسس أطباء العالم في 1980 التي ترأسها من عام 1980 وحتى عام 1984، وكان رئيسًا شرفيًا للمنظمة من عام 1984 وحتى عام 1988. بين عام 1999 و 2001 عمل مسؤولا إداريًا وممثلا أعلى لدى منظمة الأمم المتحدة (Onu) لكوسوفو من عام 1999 وحتى عام 2001. يقوم حاليا بالدفاع عن الدارفور.

## روابط خارجية
- برنار كوشنار على موقع IMDb (الإنجليزية)
- برنار كوشنار على موقع مونزينجر (الألمانية)
- برنار كوشنار على موقع إن إن دي بي (الإنجليزية)
- برنار كوشنار على موقع قاعدة بيانات الفيلم (الإنجليزية)